# Carla Díaz
Carla Díaz Mejía, née le 19 juillet 1998 à Madrid, est une actrice et danseuse espagnole, spécialement connue pour ses rôles de Rosa Lobo dans Tierra de lobos, Nayat Ben Barek dans la série El Príncipe (es), Elisa Silva dans Seis hermanas et Ari Blanco dans la série Élite.3 saison d' elite la 4ème 5ème et 6ème saison d'élite

## Biographie
Depuis petite, elle est inscrite à l'académie de danse de ses parents, d'où jusqu'à aujourd'hui, elle prend des cours de ballet, flamenco, bolera et danse régionale.

## Carrière
Ce n'est qu'à ses 9 ans qu'elle commence sa carrière d'interprète lorsqu'elle s'inscrit dans l'agence de publicité Delphoss. Par la suite elle est sélectionnée pour de multiples annonces publicitaires (comme «La vuelta al cole dans El Corte Inglés» ou «Hugo, la bufanda solidaria»), jusqu'en 2008 où elle a eu l'occasion de participer dans l'épisode pilote d'Oceanografic, réalisé par Salvador Calvo (es) puis dans ses premiers courts métrages, Los planes de Cecilia, Hilos et Luna, et dans ses premières apparitions épisodiques à la télévision dans El Internado, L'Aigle rouge et Aída (es). En 2010 elle eut une grande occasion lorsque lui a été proposé un premier rôle fixe dans la série Punta Escarlata (es) et peu après dans  Tierra de lobos comme Rosa Lobo durant trois saisons pour Telecinco.
En 2014, elle intègre la série Hermanos (es), diffusée sur Telecinco. Cette même année elle intègre également la série El Príncipe (es) sur la même chaîne dans laquelle elle joue le rôle de Nayat, une jeune fille de 12 ans d'origine musulmane. En 2015 elle fait partie de la distribution principale de la série Seis hermanas, pour TVE 1; une série quotidienne située en 1913 qui compte l'histoire de six sœurs de haute classe sociale qui à travers la mort de leur père doivent prendre en charge la reprise de l'usine textile familiale. Elle a combiné le tournage de ladite série avec Teresa, aussi sur TVE 1, un película qui raconte la vie de Sainte Thérèse d'Avila et dans laquelle Carla interprète un personnage actuel qui nous emmène dans l'histoire.
En 2018, elle prend part à la sixième saison de Amar es para siempre sur Antena 3, dans le rôle de Belén Tuñón. En 2019 elle interprète Ana Montrell dans la série de la Télévision espagnole (TVE) La Caza : Monteperdido, donnant la vie à l'une des filles disparues du village. En 2020 elle intègre la série Madres. Amor y vida (es), où elle joue le rôle d' Elsa, la fille dans la fiction de Márian joué par Belén Rueda. La série est diffusée sur Amazon Prime Video et Telecinco, l'actrice y joue pendant trois saisons,,. En 2021 elle intègre la distribution principale de la quatrième saison d'Élite, sous les traits d'Ari. La série sort le 18 juin 2021 mondialement sur Netflix.

## Filmographie partielle

### Au cinéma
- 2025 : Exquis (Delicious) de Nele Mueller-Stöfen : Teodora

### Télévision
| Année       | Titre                    | Personnage                        | Chaîne                         | Notes                          |
| ----------- | ------------------------ | --------------------------------- | ------------------------------ | ------------------------------ |
| 2009        | El Internado             | Lucía (enfant)                    | Antena 3                       | 1 épisode                      |
| 2010        | L'Aigle rouge            | Margarita (enfant)                | TVE                            | 1 épisode                      |
| 2010        | Aída (es)                | Camboria                          | Telecinco                      | 1 épisode                      |
| 2010 - 2014 | Tierra de lobos          | Rosa Lobo                         | Telecinco                      | 42 épisodes                    |
| 2011        | Punta Escarlata (es)     | Patricia Rozas                    | Telecinco                      | 9 épisodes                     |
| 2012        | Marco (es)               | Lala                              | Antena 3                       | 1 épisode                      |
| 2012        | Carmina (es)             | Carmina (enfant)                  | Telecinco                      | Téléfilm                       |
| 2014        | Hermanos (es)            | Marta Rodríguez                   | Telecinco                      | 2 épisodes                     |
| 2014 - 2016 | El Príncipe (es)         | Nayat Ben Barek                   | Telecinco                      | 23 épisodes                    |
| 2015        | Teresa                   | Teresa                            | TVE                            | Téléfilm                       |
| 2015 - 2017 | Seis hermanas            | Elisa Silva                       | TVE                            | 489 épisodes                   |
| 2018        | Traición (es)            | Adriana Aguado                    | TVE                            | 4 épisodes                     |
| 2018        | Paquita Salas            | Huitième serveuse                 | Netflix                        | 1 épisodes                     |
| 2018        | Amar es para siempre     | Ana Belén Tuñón de Guevara Robles | Antena 3                       | 150 épisodes                   |
| 2019        | La caza : Monteperdido   | Ana Montrell Mur                  | TVE                            | 8 épisodes                     |
| 2020 - 2021 | Madres. Amor y vida (es) | Elsa Tadino Ballesteros           | Amazon Prime Video / Telecinco | 39 épisodes                    |
| 2021        | Élite                    | Ari Blanco Commerford             | Netflix                        | rôle principal - saisons 4 à 6 |